# Остапенко, Олег Олегович
Олег Олегович Остапенко (укр. Олег Олегович Остапенко; род. 11 июня 1997, Винница) — украинский футболист, защитник
Отец — Олег Остапенко, является бывшим футболистом и тренером

## Биография
Воспитанник винницкой «Нивы», где его тренерами были Николай Загоруйко и Александр Дусанюк. В составе команды играл в детско-юношеской футбольной лиге Украины, где провёл более пятидесяти игр.
Летом 2014 года стал игроком полтавской «Ворсклы». Вначале играл в юношеском и молодёжном чемпионатах Украины. В январе 2017 года отправился на сборы вместе с основной командой «Ворсклы», которые проходили в Турции. 15 апреля 2017 года дебютировал в чемпионате Украины в матче против львовских «Карпат» (0:0). Остапенко вышел на 62 минуте вместо травмированного Александра Чижова.
В марте 2017 года главный тренер молодёжной сборной Украины Александр Головко вызвал Остапенко в стан команды на товарищеские игры в рамках подготовки к квалификации на чемпионат Европы 2019.